# James George Frazer
James George Frazer (Glasgow, Escocia, 1 de enero de 1854-Cambridge, Reino Unido, 7 de mayo de 1941) fue un antropólogo social y folclorista escocés influyente en las primeras etapas de los estudios modernos sobre magia, mitología y religión comparada.
Su obra más famosa, The Golden Bough (La rama dorada, 1890), documenta y detalla las similitudes entre las creencias mágicas y religiosas de todo el mundo.
Frazer postuló que la creencia humana progresó a través de tres etapas: la magia primitiva, reemplazada por la religión, a su vez reemplazada por la ciencia.

## Biografía
Frazer llevó una vida aislada y tranquila, y pese a la ceguera que padeció desde 1930, esa rutina le permitió escribir una impresionante cantidad de estudios, mientras ejercía la docencia. Recibió el título de sir y fue miembro de la Royal Society.
El mayor cuestionamiento a su obra La rama dorada es que su tesis no está suficientemente probada, pese a lo cual impresiona la capacidad de Frazer de relacionar distintos mitos y rituales de diversas culturas que parecen abonar muy seriamente la idea de que magia, ciencia y religión no marchan por caminos distintos.
Desde un pequeño problema, cual era el de explicar la norma que regulaba la sucesión del sacerdocio de la diosa Diana en Aricia, Italia, la obra se multiplicó y ramificó, abarcando los mitos y dioses agrícolas, los mitos de la vegetación, las víctimas propiciatorias, la magia, los alucinógenos, los ritos de fertilidad, el temor a los muertos en el nacimiento de las religiones, y la religión misma.
Su tesis de que las fallas de la magia condujeron a las religiones, y que la ciencia no procede de modo muy distinto en sus ideas generales, fueron el centro de la controversia, que no invalida la idea de que percepciones y temores parecidos crearon parecidos mitos en todas las culturas; y que todas las culturas encerraron en sus mitos una similar intuición sobre el universo y un mismo sentimiento sobre su carácter sagrado, más allá del entendimiento.
El antropólogo británico David Graeber, quien calificó a Frazer como «el típico victoriano pesado», destacó sin embargo que su obra maestra, La rama dorada, sirvió de inspiración para «toda una generación de poetas y literatos».

## Obra selecta
- Creation and Evolution in Primitive Cosmogenies, and Other Pieces (1935)
- The Fear of the Dead in Primitive Religion (1933–36)
- Condorcet on the Progress of the Human Mind (1933)
- Garnered Sheaves (1931)
- The Growth of Plato's Ideal Theory (1930)
- Myths of the Origin of Fire (1930)
- Fasti, por Ovidio (texto, traducción y comentario), 5 volúmenes (1929)
  - compendio en un volumen (1931)
    - revisado por G. P. Goold (1989, corr. 1996): ISBN 0-674-99279-2
- Devil's Advocate (1928)
- Man, God, and Immortality (1927)
- Taboo and the Perils of the Soul (1911)
- The Gorgon's Head and other Literary Pieces (1927)
- The Worship of Nature (1926) (de las Conferencias Gifford de 1923–25)[4]
- The Library, por Pseudo-Apolodoro (texto, traducción y notas), 2 volúmenes (1921): ISBN 0-674-99135-4 (vol. 1); ISBN 0-674-99136-2 (vol. 2)
- Folklore in the Old Testament (1918)
- The Belief in Immortality and the Worship of the Dead, 3 volúmenes (1913–24)
- The Golden Bough, tercera edición: 12 volúmenes (1906–15; 1936)
  - 1922 compendio en un volumen: ISBN 0-486-42492-8
- Totemism and Exogamy (1910)
- Psyche's Task (1909)
- The Golden Bough, segunda edición: ampliada a 6 volúmenes (1900)
- Pausanias, and other Greek sketches (1900)
- Description of Greece, por Pausanias (traducción y comentario) (1897–) 6 volúmenes.
- The Golden Bough: a Study in Magic and Religion, primera edición (1890)
- Totemism (1887), en la que se basó el famoso estudio de Sigmund Freud titulado Tótem y tabú
- Jan Harold Brunvard, American Folklore; An Encyclopedia, s.v. "Superstition" (p 692-697)

## Ediciones en castellano
- Mitos sobre el origen del fuego. Sans Soleil Ediciones. 2022. ISBN 978-84-124039-7-8.
- La rama dorada: magia y religión. Nueva edición a partir de la versión original en 12 vols. México: Fondo de Cultura Económica. 2011. ISBN 9786071606464.
- Objetos y palabras tabú. Fondo de Cultura Económica. 2000. ISBN 978-968-16-5049-0.
- El folklore en el antiguo testamento. Fondo de Cultura Económica. 1993. ISBN 978-84-375-0337-0.